# Banyoles
Banyoles (Catalansk udtale: [bəˈɲɔləs]) er en by med 17,309 indbyggere (2006) beliggende i provinsen Girona i det nordøstlige Catalonien , Spanien.